# Ореховка (Сумская область)
Ореховка (укр. Оріхівка) — село,
Мазевский сельский совет,
Путивльский район,
Сумская область,
Украина.
Код КОАТУУ — 5923884805. Население по переписи 2001 года составляло 20 человек.

## Географическое положение
Село Ореховка находится на берегу реки Ольшанка,
выше по течению на расстоянии в 1 км расположено село Почепцы,
ниже по течению на расстоянии в 1 км расположено село Руднево.
Рядом проходит автомобильная дорога Т-1908.